# The Cruelty of the Spaniards in Peru
The Cruelty of the Spaniards in Peru (La crueldad de los españoles en Perú) es una innovadora representación teatral del año 1658, un entretenimiento híbrido o masque o "espectáculo operístico", escrito y producido por Sir William Davenant. La música fue compuesta por Matthew Locke.
La obra fue significativa en la evolución de la ópera inglesa y el teatro musical, y también del teatro inglés; Davenant llevó al teatro público las técnicas escénicas y telones pintados que previamente sólo se habían empleado en las masques cortesanas. Fue mediante la presentación de su obra en un musical más que en un contexto dramático que Davenant fue capaz de eludir la prohibición puritana de la Commonwealth sobre las obras de teatro. De hecho, el Lord Protector Oliver Cromwell animó a la producción de esta obra y la posterior The History of Sir Francis Drake de Davenant (1659) es propaganda antiespañola. Los ingleses llevaban en guerra con los españoles desde 1655.

## El espectáculo
The Cruelty se presentó en el Teatro Cockpit en el verano de 1658; estuvo en escena para el mes de julio. La obra estaba formada por seis escenas o tableaux, llamados "Entries", cada una de las cuales empieza por un discurso por parte del Sumo Sacerdote de Perú y sigue con una canción. El Sumo Sacerdote estaba vestido en un "Traje de Plumas" y un "gorro" con "ornamento de plumas". Llevaba la "figura del Sol en su gorro y en su pecho" porque "los peruanos veneraban al Sol".
La primera Entry muestra a los peruanos en su estado de inocencia; la segunda muestra la llegada de los españoles. La tercera se dedica a la lucha y guerra civil entre "los dos retoños reales, hijos del último Inca". La cuarta muestra la conquista española de los Incas, y la quinta, su opresión y tortura. La sexta celebra la llegada de soldados ingleses, su derrota de los españoles y el rescate de los peruanos lo que, según el propio Davenant reconoce, es algo que no había ocurrido aún en la realidad.
Davenant llenó su espectáculo con extras y diversiones. Entre una entry y la siguiente, se entretenía al público con acróbatas que interpretaban "the Trick of Activity, called the Sea-horse," así como el "Porpoise" y el "double Somerset," más dos simios entrenados que caminaban a lo largo de una cuerda.

## La música
La música vocal de The Cruelty no ha sobrevivido, y la identidad de los compositores no se sabe con certeza. Locke trabajó tanto en The Siege of Rhodes como en Francis Drake, las obras de Davenant que precedieron y siguieron a esta Cruelty, y por lo tanto es un candidato lógico para The Cruelty también. Además de Locke, otros compositores implicados en The Siege of Rhodes — Henry Lawes, George Hudson, Charles Coleman, y el capitán Henry Cooke — son posibilidades naturales para compositores de The Cruelty.

## Publicación
La obra entró en el Stationers' Register el 30 de noviembre de 1658, y fue publicada poco después en formato quarto publicada por el librero Henry Herringman, bajo el título completo de The Cruelty of the Spaniards in Peru. Exprest by Instrumentall and Vocall Musick, and by the Art of Perspective in Scenes, &c. represented daily at the Cockpit in Drury-Lane, At Three after noone punctually. El texto impreso fue inusual en el sentido de que se pretendía lanzar mientras la obra aún se representaba en los escenarios. Al final del texto estaba impreso este anuncio: "A pesar del gran gasto necesario para las escenas, y otros adornos en este entretenimiento, hay una buena provisión de lugares por un chelín. Y empezará seguro a las tres de la tarde".
Esto era justo el polo opuesto a la práctica anterior en el teatro renacentista inglés, en que los actores intentaban mantener sus obras lejos de la imprenta. Davenant y Herringman parecen haber intentado un enfoque sinérgico que se anticipaba al márketing moderno, con la producción escénica y el texto impreso complementándose y promocionándose el uno al otro. Aunque no se sabe si el espectáculo escénico de Davenant aún se seguía representando en el Cockpit en fecha tan tardía como noviembre. 
Davenant más tarde usó el texto de su entretenimiento como Acto IV de su The Playhouse to Be Let (1663).